# Амароні
Амароні (італ. Amaroni, сиц. Amaruni) — муніципалітет в Італії, у регіоні Калабрія, провінція Катандзаро.
Амароні розміщене на відстані близько 490 км на південний схід від Риму, 18 км на південний захід від Катандзаро.
Населення — 1859 осіб (2014).
Щорічний фестиваль відбувається 04 грудня. Покровитель — Свята Варвара (Santa Barbara).

## Демографія
Населення за роками:

Станом на 1 січня 2023 року в муніципалітеті офіційно проживали 33 іноземці з 17 країн, серед них 16 громадян країн Євросоюзу.

## Сусідні муніципалітети
- Джирифалько
- Скуїллаче
- Валлефьорита